# Parafia św. Jana Chrzciciela w Wołmie
Parafia św. Jana Chrzciciela w Wołmie – rzymskokatolicka parafia znajdująca się w archidiecezji mińsko-mohylewskiej, w dekanacie stołpeckim, na Białorusi.

## Historia
Pierwszy, drewniany kościół katolicki w Wołmie powstał w 1474. Wówczas też erygowano przy nim parafię. W 1842 liczyła ona przeszło 6000 wiernych. Istniała ona do 1867, gdy w ramach represji po powstaniu styczniowym kościół został odebrany katolikom i przekazany Cerkwi prawosławnej, a parafia skasowana. W Wołmie w rękach katolików pozostała wówczas kaplica cmentarna, będąca mauzoleum rodziny Wańkowiczów.
Kościół został rewindykowany w 1918 i wówczas odrodziła się przy nim parafia, w 1933 licząca 2150 wiernych. Należała ona wówczas do dekanatu iwienieckiego diecezji pińskiej. Podczas II wojny światowej ks. Leopold Milewicz, rezydent i były proboszcz w Wołmie, zmarł w wyniku tortur podczas przesłuchania przez Niemców.
Po II wojnie światowej, gdy miasteczko znalazło się w granicach ZSRR, parafia zanikła. Kościół z 1738 został wyburzony w latach 70.
Parafia odrodziła się po upadku komunizmu. Wybudowano wówczas obecny kościół, który został konsekrowany w 2004. Zrezygnowano wówczas z historycznego wezwania Wniebowzięcia NMP, które parafia nosiła od czasów przedrozbiorowych do II wojny światowej i nowym patronem wybrano św. Jana Chrzciciela, dotychczas drugorzędnego patrona parafii.